# Кавтаськин, Андрей Семёнович

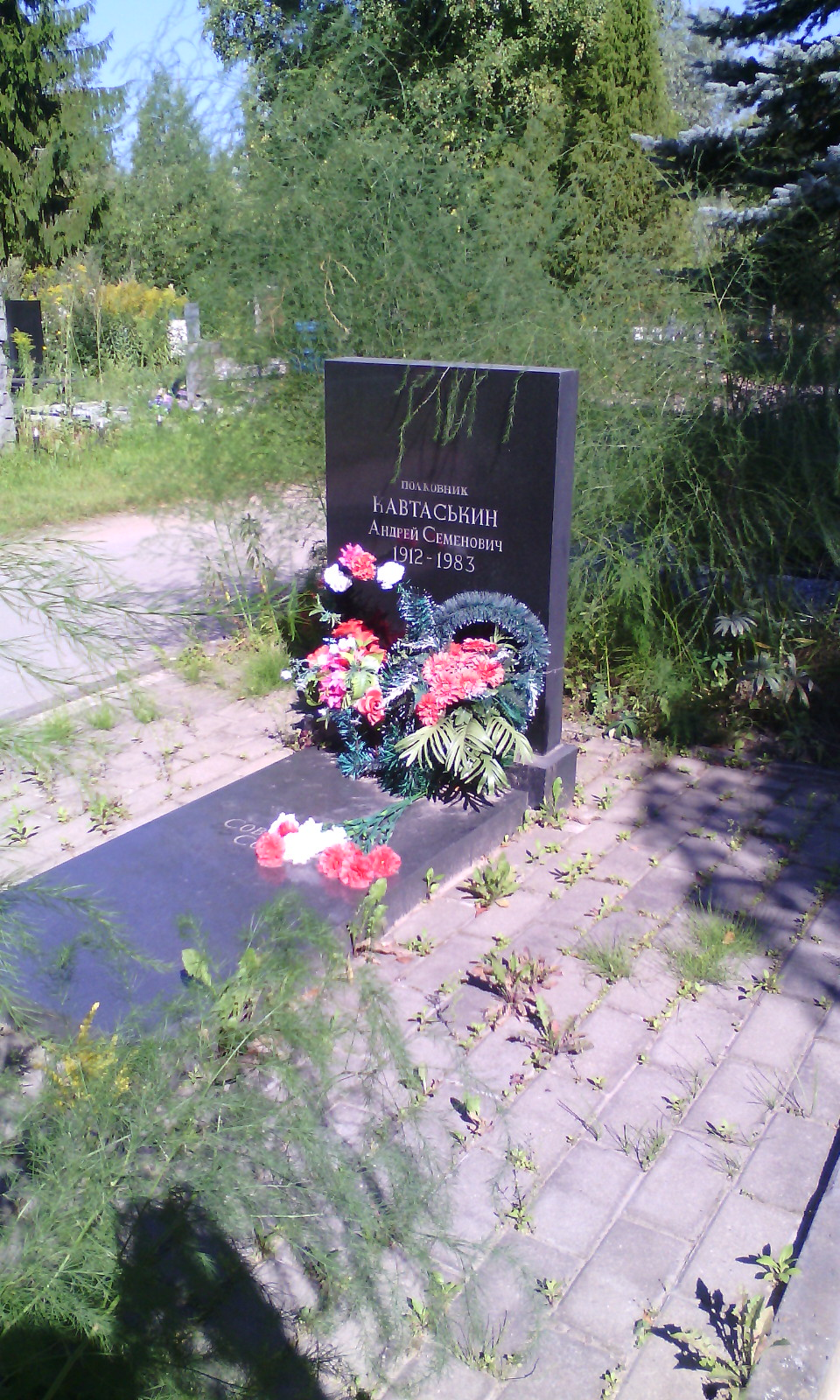
Могила Кавтаськина А. С. на Западном кладбище Великого Новгорода

Андрей Семёнович Кавтаськин (1912—1983) — полковник Советской Армии, участник Великой Отечественной войны, Герой Советского Союза (1943).

## Биография
Родился 10 октября 1912 года в селе Красные Ключи (ныне — Похвистневский район Самарской области).
Окончил начальную школу. В 1931 году Кавтаськин был призван на службу в Рабоче-крестьянскую Красную Армию. В 1936 году окончил Ленинградское военное артиллерийское училище. Участвовал в советско-финской войне. С июня 1941 года — на фронтах Великой Отечественной войны. К сентябрю 1943 года гвардии майор Андрей Кавтаськин командовал 1844-м истребительно-противотанковым артиллерийским полком 30-й отдельной истребительно-противотанковой артиллерийской бригады 7-й гвардейской армии Степного фронта. Отличился во время битвы за Днепр.
В период с 25 сентября по 10 октября 1943 года полк Кавтаськина успешно поддерживал своим огнём действия стрелковой дивизии и танковой бригады в районе села Бородаевка Верхнеднепровского района Днепропетровской области Украинской ССР, нанеся противнику большие потери.
Указом Президиума Верховного Совета СССР от 26 октября 1943 года за «умелое командование артиллерийским полком, образцовое выполнение боевых заданий командования на фронте борьбы с немецкими захватчиками и проявленные при этом мужество и героизм» гвардии майор Андрей Кавтаськин был удостоен высокого звания Героя Советского Союза с вручением ордена Ленина и медали «Золотая Звезда» за номером 1385.
После окончания войны Кавтаськин продолжил службу в Советской Армии. В 1953 году окончил Ленинградскую высшую офицерскую артиллерийскую школу.
В 1958 году в звании полковника он был уволен в запас. Проживал и работал в Новгороде. Умер 3 января 1983 года, похоронен на Западном кладбище Новгорода.
Был также награждён орденом Красного Знамени и тремя орденами Красной Звезды, рядом медалей.